# Cynthia Uwak
Cynthia Uwak (15 de julho de 1986) é uma futebolista nigeriana que atua como atacante.

## Carreira
Cynthia Uwak integrou o elenco da Seleção Nigeriana de Futebol Feminino, nas Olimpíadas de 2008.